# Vanylvens kommun
Vanylvens kommun (norska: Vanylven kommune) är en kommun i Møre og Romsdal fylke i västra Norge. Kommunens centralort är tätorten Fiskåbygd. 

## Administrativ historik
Vanylvens kommun bildades på 1830-talet, samtidigt med flertalet andra norska kommuner.
Kommunen delades 1918 varvid Syvde kommun bildades. 1964 slogs Syvde, Vanylvens och halva Rovde kommun samman.
2002 överfördes ett område på en halvö mellan Vanylvsfjorden och Hallefjorden (Årams socken) från Sande kommun till Vanylvens kommun.

## Tätorter
I Vanylvens kommun finns en tätort:
- Fiskåbygd (centralort)

Orten Syvde (Myklebost) har tidigare räknats som en tätort men uppfyller inte längre kriterierna.

## Socknar
Inom Norska kyrkan är Vanylvens kommun sedan gränsregleringen 2002 indelad i fyra socknar:
- Rovde socken
- Syvde socken
- Vanylvens socken
- Årams socken

Socknarna ingår i Søre Sunnmøre prosteri i Møre stift.